# Autostrada M25 (Wielka Brytania)
Autostrada M25 – autostrada w Wielkiej Brytanii o długości 117 mil (188 km), otaczająca Londyn. Jest niemal kompletną obwodnicą Londynu, jedyne miejsce niebędące autostradą to Dartford Crossing (A282) łączący oba brzegi Tamizy. Jest to druga pod względem długości obwodnica w Europie, po berlińskim Ringu.
Łączy się z autostradami M20, M26, M23, M3, M4, M40, M1, A1(M) oraz M11.

## Opis
Jest to droga w większej swej części sześciopasmowa (po trzy w obu kierunkach); na krótkich odcinkach czteropasmowa. Trwa przebudowa autostrady w ośmiopasmową. Jest jedną z najczęściej używanych autostrad europejskich, dzienna eksploatacja to 196 tysięcy samochodów (pomiaru dokonano w roku 2003 w okolicy lotniska Heathrow).